# Anatomia ryb

## Budowa zewnętrzna

### Kształt i wymiary ciała
Jednym z elementów dostosowywania się do warunków środowiska, zapełniania wolnych nisz ekologicznych jest kształtowanie sylwetki ciała ułatwiającej poruszanie się, zdobywanie pokarmu i ucieczkę przed drapieżnikami. Kształt ciała ryby ma ścisły związek z rodzajem ruchów lokomotorycznych, szybkością pływania i terenem ich bytowania. Różnorodność kształtów ciała ryb wskazuje jak duże zdolności przystosowawcze posiada ta grupa zwierząt.
Poruszanie się w wodzie wymaga ciągłego pokonywania jej oporu, w czym niewątpliwie pomaga odpowiednio dostosowany, opływowy, hydrodynamiczny kształt ciała. 
| Przykładowe kształty ciała ryb | Przykładowe kształty ciała ryb |
| ------------------------------ | ------------------------------ |
|                                |                                |
| (a)                            | (b)                            |
|                                |                                |
| (c)                            | (d)                            |
|                                |                                |
| (e)                            | (f)                            |
|                                |                                |
| (g)                            | (h)                            |

Wyróżniane są jego następujące typy:
- podstawowy – ciało wrzecionowate (a), owalne w przekroju poprzecznym, charakterystyczne dla ryb pływających z dużą prędkością w wodach pelagialnych (np. tuńczyki)
- torpedowaty – kształt zbliżony do podstawowego, ciało bardziej wydłużone, lekko bocznie spłaszczone, w przekroju poprzecznym łagodnie elipsowate, typowe dla drapieżników pływających w wodach pelagialnych, umożliwia osiąganie dużych prędkości kosztem obniżenia zdolności manewrowych
- strzałkowaty (b) – ciało wyraźnie wydłużone, masywny ogon, szybko pływające drapieżniki, (barrakudowate, szczupakowate)
- silnie bocznie spłaszczony (c)- umożliwia szybkie pływanie w toni oraz precyzyjne manewrowanie wśród przeszkód, roślinności, szczelin skalnych itp. (okoniokształtne)
- igłowaty (d) – ciało bardzo długie i cienkie, owalne w przekroju poprzecznym (iglicznie)
- węgorzowaty (e) – ciało długie, przypominające węża, okrągłe w przekroju poprzecznym, ryby żerujące w mule, gęstej roślinności (węgorzokształtne)
- wstęgowaty – ciało długie, bocznie spłaszczone
- spłaszczony grzbietobrzusznie – część grzbietowa i brzuszna mocno spłaszczone, ciało symetryczne, ryby prowadzące przydenny tryb życia (rajowate)
- asymetrycznie bocznie spłaszczony (f) – ciało niesymetryczne, ryby prowadzące przydenny tryb życia (flądrokształtne)

oraz inne, spotykane u ryb szczególnie wyspecjalizowanych jak najeżkowate, koniki morskie (g), samogłowowate (h), żaglicowate, paszczękowate, żabnicokształtne.
Przy opisywaniu ryb stosowane są określone schematy wykonywania pomiarów ich ciała. Jednym z podstawowych parametrów jest jego długość.
Długość ciała ryb jest bardzo zróżnicowana i waha się od 0,7 cm u Schindleria brevipinguis do 18,8 m u rekina wielorybiego.

### Płetwy
Kształt ciała ryby uzupełniają płetwy, które są narządami służącymi do utrzymywania równowagi ciała oraz do regulowania prędkości i kierunku poruszania się w wodzie. Istotnym elementem wpływającym na sprawność ruchu jest rozkład, kształt i rozmiar płetw. 

### Powłoka ciała
Zewnętrzną warstwą ciała wszystkich ryb jest skóra, która stanowi zabezpieczenie organizmu przed szkodliwymi czynnikami zewnętrznymi (urazy mechaniczne, czynniki chorobotwórcze) oraz zapewnia kontakt z otoczeniem. Pod względem różnorodności funkcji i budowy skóra ryb przewyższa skórę innych kręgowców. Jest mało rozciągliwa i na tyle elastyczna, by nie utrudniać  ruchów przy pływaniu. Składa się z naskórka i skóry właściwej. Jest zaopatrzona w liczne, jednokomórkowe gruczoły, produkujące śluz lub płyn surowiczy. Śluz pełni funkcję ochronną oraz zmniejsza tarcie ciała w trakcie pływania. Większość gatunków ryb ma skórę pokrytą wytworzonymi przez nią łuskami, zdecydowanie poprawiającymi jej odporność na urazy mechaniczne. Szczególnie duże ilości śluzu wydzielają ryby bezłuskie, o nagiej skórze.
O zabarwieniu skóry decydują komórki pigmentowe zwane chromatoforami. Podobnie jak u innych zwierząt ubarwienie może pełnić funkcję ostrzegawczą, kamuflującą (mimikra, mimetyzm) lub odstraszającą. Największą różnorodność ubarwienia i oryginalnych kształtów obserwuje się u ryb  żyjących wśród raf koralowych (np. chetonikowate). Kolor skóry może zmieniać się pod wpływem bodźców zewnętrznych lub stanu fizjologicznego ryby.
Skóra jest również dodatkowym narządem wymiany gazowej, wydalania oraz osmoregulacji. 
Wiele gatunków wykształciło na skórze różnorodne wyrostki, ząbki skórne, tarczki, ciernie, kolce – nierzadko połączone z gruczołami jadowymi (skorpenokształtne) – oraz wyspecjalizowane narządy, jak fotofory (np. świetlikowate), narządy elektryczne (sum elektryczny, strętwy, mruki i drętwy),  ampułki Lorenziniego (ryby młoty). Charakterystycznym dla ryb narządem zmysłu – umieszczonym pod powierzchnią skóry – jest linia boczna.

### Dymorfizm płciowy
Wśród ryb wykształciły się różnorodne formy różnic w morfologii samicy i samca (dymorfizm płciowy) przejawiające się w wielkości, ubarwieniu, pokroju ciała i kształcie płetw. Płetwy brzuszne samców ryb chrzęstnoszkieletowych przekształciły się w pterygopodium. Jego odpowiednikami u żyworodnych kostnoszkieletowych są: gonopodium, andropodium i priapium. Samce tych kostnoszkieletowych, które dojrzewają płciowo wcześniej niż samice są od nich zwykle mniejsze – samce wielu ryb głębinowych są kilka (5–7) razy mniejsze od samic. W wielu przypadkach różnice płciowe ujawniają się dopiero w okresie rozrodu (wysypka tarłowa, różnice w ubarwieniu). Łososiowate wykazują w okresie tarła tak zasadnicze zmiany w morfologii i ubarwieniu, że większość ryb ginie po pierwszym tarle.

## Budowa wewnętrzna
Ciało ryby podzielone jest na trzy główne rejony anatomiczne: głowę, tułów i ogon. Nie są one ściśle rozgraniczone, ponieważ nie występują wyraźne u innych kręgowców odcinki szyjny, lędźwiowy i ogonowy. Głowa rozpoczyna się od krańca pyska i kończy na granicy wieczka skrzelowego lub szczeliny skrzelowej. Za nią rozpoczyna się zawierający jamę ciała tułów, sięgający do otworu odbytowego. Ogon ryby tworzy odcinek rozpoczynający się za otworem odbytowym i biegnący do nasady płetwy ogonowej. U niektórych ryb otwór odbytowy jest przesunięty do przodu ciała w okolice głowy, a jama ciała rozciąga się aż do trzonu ogonowego. 

### Głowa

Położenie otworu gębowego ryb:
(a) – końcowe,
(b) – górne,
(c) – dolne

Przednia, wysunięta i sięgająca po oczy część głowy nazywana jest pyszczkiem lub pyskiem ryby. W jego dolnej części mieści się otwór gębowy, od góry otoczony szczęką, a od dołu żuchwą (szczęką dolną). W górnej części pyska położone są otwory nozdrzowe. Kształt głowy, a szczególnie położenie otworu gębowego ma ścisły związek ze sposobem pobierania pokarmu. Ryby pobierające pokarm z powierzchni wody mają otwór gębowy w położeniu górnym (b), gatunki pływające w toni wodnej – w położeniu końcowym (a), a te, które wyszukują pokarm na dnie zbiornika – w położeniu dolnym (c). Spód głowy dzieli się na podbródek oraz podgardle. W okolicy otworu gębowego często występują wąsiki. 
Po obu stronach głowy rozłożone są oczodoły z gałkami ocznymi; u poszczególnych gatunków leżą na różnej wysokości, mogą być przesunięte ku grzbietowej powierzchni głowy. Pomiędzy oczami a wieczkami skrzelowymi znajdują się policzki. Skrzela są osłonięte pokrywami skrzelowymi: kostnym wieczkiem skrzelowym lub fałdem skórnym. Za oczami minogów znajdują się ujścia worków skrzelowych, a u spodoustych – szczelin skrzelowych i tryskawki. Na głowie wielu gatunków występują różne kostne zgrubienia, fałdy skórnokostne lub chrzęstne oraz wyrostki skórne (np. odontody).

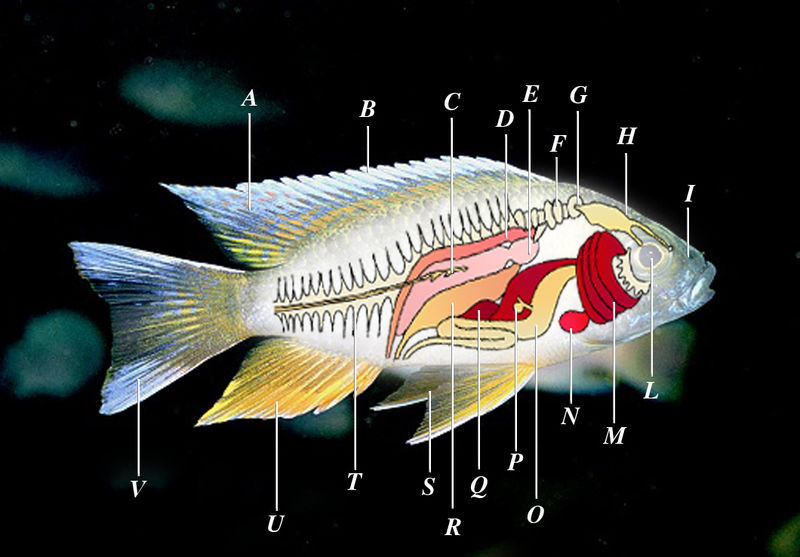

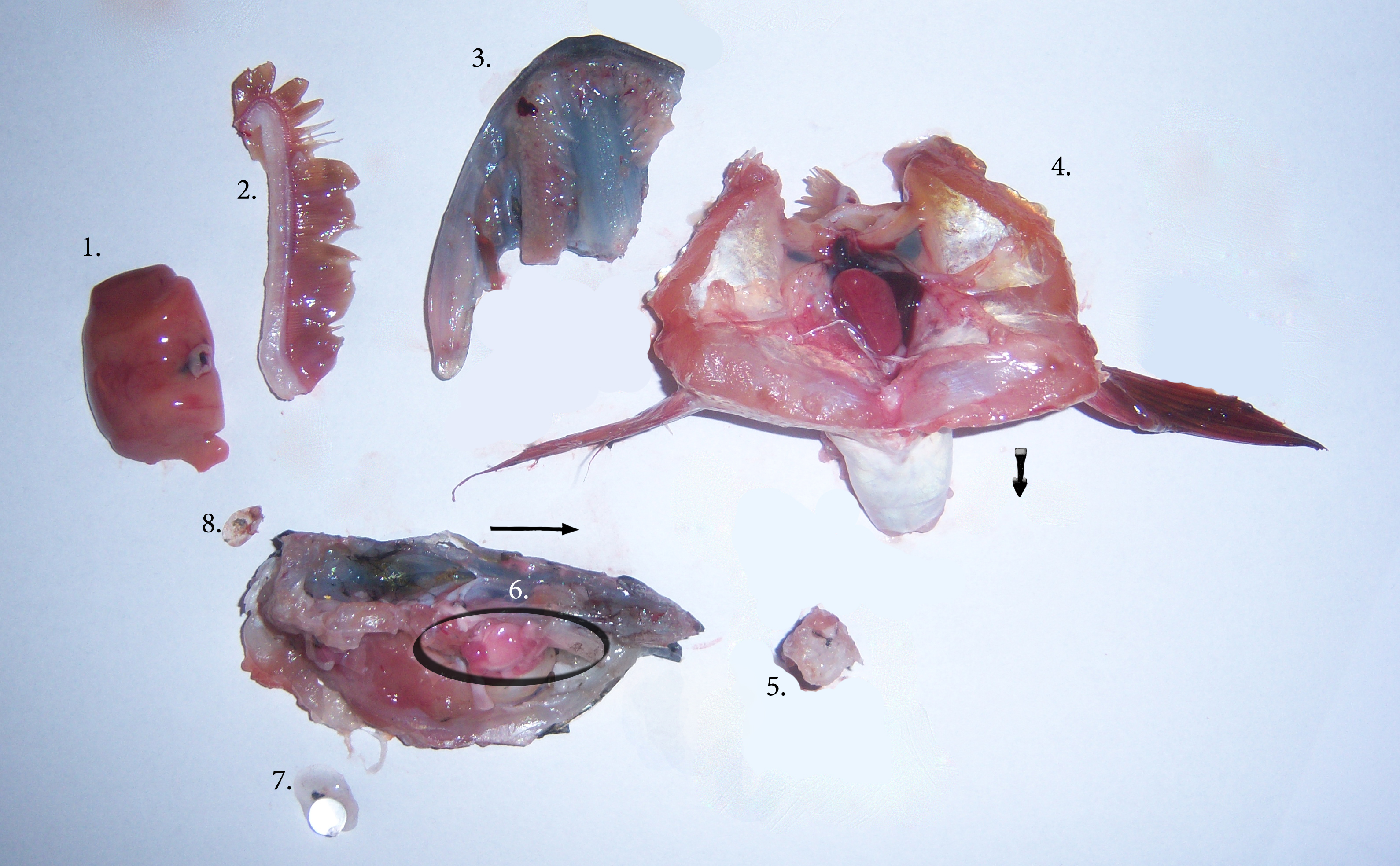
Struktury anatomiczne głowy ryby kostnoszkieletowej na przykładzie szczupaka pospolitego

### Szkielet
Szkielet ryb jest zbudowany z chrząstek (chrzęstnoszkieletowe) lub kości (kostnoszkieletowe). Składa się z czaszki, kręgosłupa, żeber, szkieletu pasów, szkieletu płetw oraz – charakterystycznych dla ryb kostnoszkieletowych – skostnień międzymięśniowych, tzw. ości. Szczęki są ruchome, z wyjątkiem zrosłogłowych, u których górna szczęka jest trwale połączona z puszką mózgową. Dużą ruchliwość szczęk ryby zawdzięczają połączeniu żuchwy z puszką mózgową za pośrednictwem górnej części łuku gnykowego (czaszka hyostyliczna).
Kręgosłup tworzą dwuwklęsłe (amficeliczne) kręgi, których liczba jest cechą gatunkową. Między kręgami zachowane są resztki struny grzbietowej. Do kręgów w części tułowiowej przytwierdzone są żebra. W obrębie kręgosłupa wyróżnia się dwa odcinki: odcinek żebrowy kęgosłupa od którego odchodzą żebra jak i odcinek ogonowy kręgosłupa, pozbawiony żeber.  

### Układ pokarmowy
Otwór gębowy zaopatrzony w ruchome szczęki, prowadzi do jamy gębowej. U wielu gatunków (wszystkich drapieżnych i niektórych roślinożernych) wyposażony w liczne zęby. Kształt i układ zębów jest zróżnicowany w zależności od rodzaju i sposobu zdobywania pokarmu, od dużych (żarłaczokształtne), bardzo ostrych (barrakudy, wargaczowate) do wyspecjalizowanych np. w rozgniataniu twardych skorup (papugoryby). Przebita szczelinami skrzelowymi gardziel przechodzi w przełyk, a ten rozszerza się w żołądek (nie występuje np. u karpiowatych). U ryb nieposiadających wyodrębnionego żołądka trawienie odbywa się w jelicie. Jelita ryb drapieżnych są krótsze niż u roślinożernych. Przy połączeniu żołądka z jelitem położone są wyrostki pyloryczne. Przewody trzustki i wątroby uchodzą do przedniej części jelita cienkiego (dwunastnica). Końcowy odcinek układu pokarmowego tworzy jelito grube i odbyt.

### Układ rozrodczy
Ryby są zwierzętami rozdzielnopłciowymi. Sporadycznie zdarza się hermafrodytyzm (niektóre strzępielowate) i gynogeneza (odmiana partenogenezy). Znane są również gatunki zdolne do zmiany płci (Amphiprion, Premnas, Xiphophorus).  
Układ rozrodczy składa się z gonad i przewodów wyprowadzających. U gatunków rozdzielnopłciowych samica posiada jajniki, a samiec – parzyste jądra.
Zapłodnienie zewnętrzne następuje u większości ryb. Są to gatunki jajorodne.  Samica składa w wodzie ikrę, która jest polewana przez samca mleczkiem (spermą).  
Zapłodnienie wewnętrzne występuje u gatunków jajożyworodnych. Następuje w czasie aktu kopulacji poprzez wprowadzenie do dróg rodnych samicy męskiego narządu kopulacyjnego (gonopodium – u ryb kostnoszkieletowych lub pterygopodium – u chrzęstnoszkieletowych). 
U wielu gatunków występuje wyraźny dymorfizm płciowy.  

### Układ krwionośny
Układ krwionośny ryb opisano w artykule Układ krwionośny kręgowców.

### Układ oddechowy
Krągłouste oddychają za pomocą worków skrzelowych. Funkcje narządów oddechowych umożliwiających pozostałym rybom oddychanie tlenem rozpuszczonym w wodzie pełnią skrzela, czasami połączone z tryskawkami, i w pewnym stopniu skóra.
Wiele gatunków ma dodatkowe narządy i przystosowania służące do oddychania tlenem rozpuszczonym w wodzie jak też atmosferycznym. Są to wyspecjalizowane narządy działające na podobnej zasadzie jak płuca – silnie unaczynione ściany jamy gębowej, narząd nadskrzelowy, narząd błędnikowy (labirynt) lub ukrwiony odcinek tylnej części jelita, a u ryb dwudysznych pęcherz pławny. Wiele ryb oddycha pobierając tlen z wody przez skórę
Z układem oddechowym jest w pewnym stopniu związany ich narząd hydrostatyczny, czyli pęcherz pławny.

### Układ percepcyjny / sensoryczny
Większość ryb posiada wysoko rozwinięte narządy zmysłów. Prawie wszystkie ryby żyjące w świetle dziennym mają tak wysoce rozwinięty zmysł wzroku, że widzą kolory co najmniej tak dobrze jak ludzkie oko. Wiele ryb ma również chemoreceptory odpowiedzialne za niezwykle wyostrzone i czułe zmysły "smaku" i "węchu". Wodnym odpowiednikiem wąchania powietrza, jest smakowanie wody. Wiele ryb chociaż mają uszy, nie słyszy zbyt dobrze. Fale dźwiękowe trudniej rozchodzą się w wodzie niż w powietrzu. Zwierzęta na lądzie przy poruszaniu się hałasują, ryby natomiast wytwarzają drgania wody. Większość ryb ma czułe receptory, tworzące system linii bocznej, który wykrywa delikatne prądy i wibracje wody - wyczuwając ruch pobliskich ryb i ofiar. Rekiny mogą wyczuwać częstotliwości nawet w zakresie od 25 do 50 Hz przez swoją linię boczną. Ryby orientują się w przestrzeni wodnej za pomocą punktów orientacyjnych i korzystają z map mentalnych opartych na rozpoznanych punktach orientacyjnych. Zachowanie ryb w labiryntach ujawnia, że posiadają one pamięć przestrzenną.